# Gasometria arterial

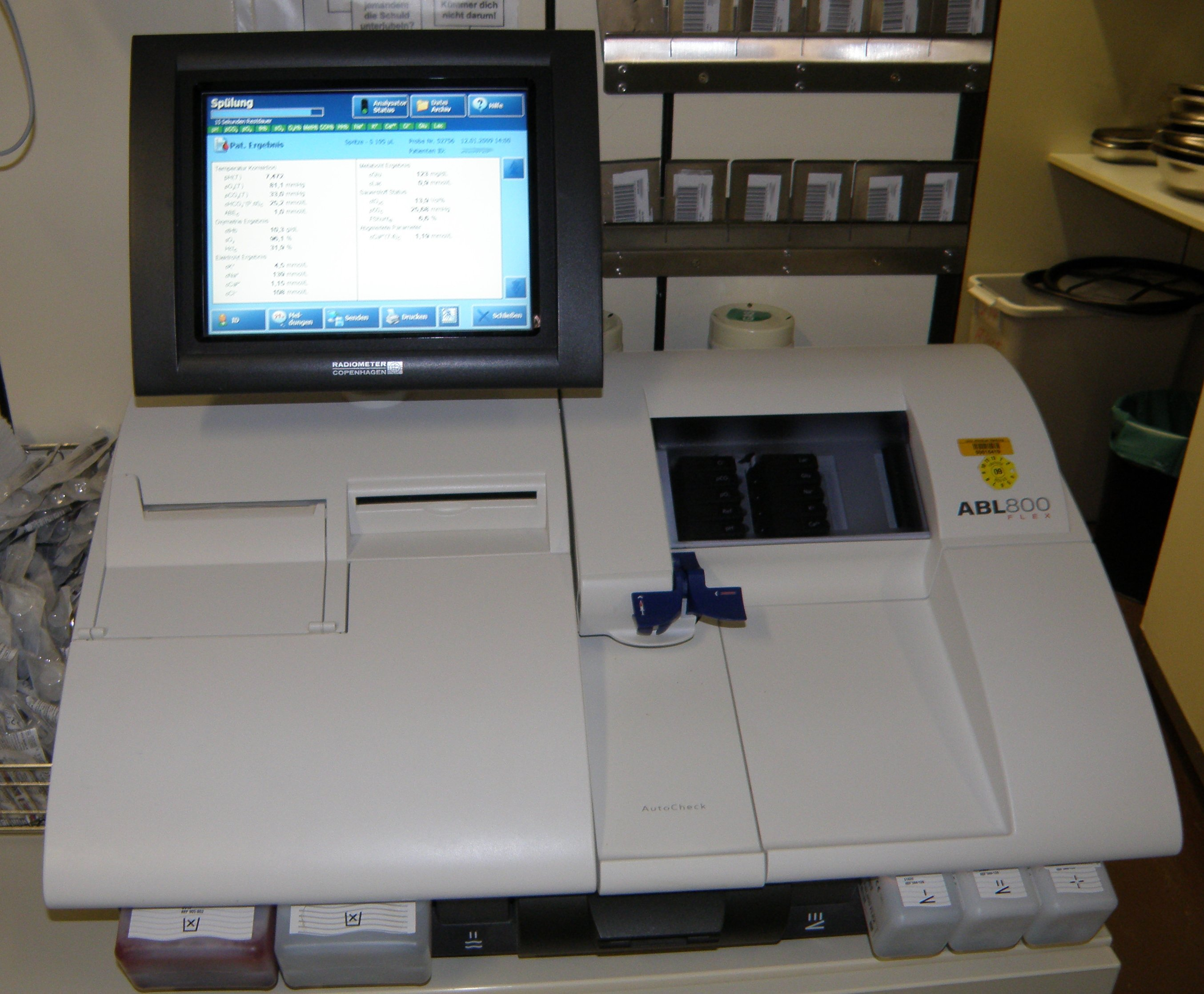
Aparelho para avaliação de trocas gasosas por coleta de gasometria arterial

A gasometria arterial, é um exame invasivo, onde coleta-se sangue oriundo de uma Artéria, que tem por objetivo revelar valores de potencial de Hidrogênio (pH) sanguíneo, da pressão parcial de gás carbônico (PaCO2 ou pCO2) e oxigênio (PaO2), íon Bicarbonato (HCO3) e saturação da oxi-hemoglobina, avaliando principalmente o equilíbrio ácido-básico orgânico.1 Essa medida fornece informações sobre a adequação da ventilação alveolar e oxigenação do indivíduo,2 sendo portanto uma importante ferramenta de diagnóstico e indispensável nas urgências clínicas.3 
Nesta mesma amostra podem ser dosados, ainda, alguns eletrólitos como o sódio, potássio, cálcio iônico e cloreto, a depender do aparelho (gasômetro) utilizado.

## Bases Fisiológicas
Os mecanismos de regulação envolvidos na manutenção do equilíbrio acidobásico abrangem todos os componentes avaliados na gasometria arterial.  O pH é a principal medida para a identificação de distúrbios relacionados a concentração de H+ no organismo, como a acidose e a alcalose. No nosso organismo, aA faixa de pH normal do plasma é de 7,38 a 7,42. Devido ao fato de ser difícil monitorar as condições intracelulares, os valores plasmáticos são utilizados clinicamente como indicadores do pH do líquido extracelular (LEC) e do pH total do corpo [...]. [GPTA1] [AL2] [AL3] O ganho de ácidos como produto direto da alimentação e de processos metabólicos é extremamente superior ao ganho de bases. Por esta razão, o corpo utiliza muito mais recursos na excreção do excesso de ácidos. A maior fonte diária de ácidos é a produção de CO2 durante a respiração aeróbia. Esse CO2 combina-se com a água para formar ácido carbônico (H2CO3), que se dissocia em H e no íon bicarbonato4. A seguinte reação é a mais importante quanto distribuição de H+ e HCO3- no organismo: CO2 + H2O  H2CO3  H+ + HCO3-. A produção de íons hidrogênio a partir dessa reação é a maior fonte de ácidos do corpo. A homeostasia do pH depende, principalmente de três mecanismos para a eliminação do excesso de H+: tampões, ventilação e regulação da função renal de H+ e HCO3-. 
Os tampões são a primeira linha de regulação da acidez orgânica, disponíveis para impedir as oscilações de pH. Na presença de um tampão no organismo em situações de mudanças abruptas na concentração de H+ no LEC, a mudança de pH é moderada ou até imperceptível.
Mudanças na quantidade de CO2, H+ e HCO3- alteram a reação base de formação dos íons e, através dos tampões (principalmente o H3CO4) o equilíbrio é reestabelecido.
A ventilação representa uma resposta rápida capaz de controlar a maioria dos distúrbios acidobásicos. A hiper ou hipoventilação causadas pela compensação respiratória destinada ao ajuste do pH, têm por consequência direta mudanças na PaCO2 e concomitante desvio no pH.  Assim, quando as medidas de PaCO2 encontram-se abaixo dos valores de referência normais, o organismo tenta compensar aumentando o pH, e vice-versa.
A ação dos rins na manutenção do equilíbrio acidobásico representa a linha final de regulação do pH. No geral, os rins contribuem para o equilíbrio acidobásico através de três mecanismos: 
1. Utilização de tampões para o H+ nos túbulos contorcidos;
2. Secreção de H+ e reabsorção de HCO3- nos túbulos proximais;
3. Controle da excreção ácida pelas células intercaladas nos túbulos distais.

## Indicações e Contraindicações
As principais aplicações da gasometria são no diagnóstico e monitoramento de doenças pulmonares, renais e metabólicas e no monitoramento pós-operatório de grandes cirurgias. É estabelecido como critério para indicação de análise de gases sanguíneos e hemoximetria quando há a necessidade de5:
- Melhor avaliação das condições ventilatórias (PaCO2), ácido-básicas (pH) e de oxigenação (PaO2 e saturação de oxihemoglobina), da capacidade de carreamento de oxigênio (PaO2, saturação de oxihemoglobina, hemoglobina total e saturação de disehemoglobina) e do shunt intrapulmonar.
- Quantificação da resposta a intervenção terapêutica (e.g. suplementação de oxigênio, ventilação mecânica) ou a avaliações diagnósticas (e.g. dessaturação ao exercício).
- Acompanhamento no tratamento precoce guiado por metas (EGDT) medindo saturação de oxigênio venoso central em pacientes com sepse, choque séptico e após grandes cirurgias.
- Monitoração de gravidade e progressão de processos patológicos documentados.
- Avaliação da resposta circulatória (Variação entre pCO2 arterial e venoso centrais pode indicar perfusão inadequada).

Entre as possíveis contraindicações incluem-se6:
- Teste Allen Modificado anormal (Neste caso, é recomendado buscar um ponto diferente para realizar a punção).
- Infecção local ou anatomia distorcida no potencial local de punção.
- Presença de fistulas arteriovenosas ou bypass vascular, nesse caso sendo excluída a possibilidade de punção vascular arterial.
- Coagulopatia severa.
- Terapia de anticoagulação com varfarina, heparina e derivados, inibidores diretos de trombina ou inibidores do fator X.
- Uso de agente trombolíticos, como por exemplo a estreptoquinase e t-PA.

## Quanto ao procedimento
Recomendações pré-procedimento: 
- Repouso do paciente por, no mínimo, 10 minutos
- Realização do Teste de Allen.
- O paciente deve estar sentado (exceto em pacientes acamados).
- Higienização das mãos e paramentação dos EPI’s;
- Realização do Teste de Allen, antissepsia do local;
- Perfuração da pele e artéria em um só movimento, com agulha inclinada a 45° e o bisel disposto lateralmente;
- Coleta de 1 a 3 mL de sangue;
- Retirada da agulha;
- Identificação da seringa com o nome do paciente e encaminhamento ao laboratório, de preferência em gelo;
- Observar a ocorrência de possíveis complicações como: equimose local, dores, edema, formigamentos, hemorragias, fístulas, pseudoaneurismas, isquemia, perda de permeabilidade do vaso e retenção urinária no caso de punções femorais.7,8,9,1

## Parâmetros
Os parâmetros mais comumente avaliados, e seus valores de referência, na gasometria arterial são:
- pH 7,35 a 7,45
- pO2 (pressão parcial de oxigênio) 80 a 100 mmHg
- pCO2 (pressão parcial de gás carbônico) 35 a 45 mmHg
- HCO3 (necessário para o equilíbrio ácido-básico sanguíneo) 22 a 26 mEq/L
- SaO2 Saturação de oxigênio (arterial) maior que 95%

A gasometria consiste na leitura do pH e das pressões parciais de O2 e CO2 em uma amostra de sangue. A leitura é obtida pela comparação desses parâmetros na amostra com os padrões internos do gasômetro. Essa amostra pode ser de sangue arterial ou venoso, porém é importante saber qual a natureza da amostra para uma interpretação correta dos resultados.

### Parâmetros normais para gasometria arterial

#### pH
A avaliação do pH serve para determinar se está presente uma acidose ou uma alcalose. Um pH normal não indica necessariamente a ausência de um distúrbio ácido-básico, dependendo do grau de compensação. O  desequilíbrio  ácido-básico  é  atribuído  a  distúrbios  ou  do  sistema  respiratório  (PaCO2)  ou metabólico.

#### PaO2 ou PO2
A  PaO2  exprime  a  eficácia  das  trocas  de  oxigênio  entre  os  alvéolos  e  os  capilares pulmonares,  e  depende  diretamente  da  pressão  parcial  de  oxigênio  no  alvéolo,  da  capacidade  de difusão  pulmonar  desse  gás,  da  existência  de  Shunt  anatômicos  e  da  reação  ventilação / perfusão pulmonar. Alterações desses fatores constituem causas de variações de PaO2.

#### PaCO2 ou PCO2
A pressão parcial de CO2 do sangue arterial exprime a eficácia da ventilação alveolar, sendo praticamente a mesma do CO2 alveolar, dada a grande difusibilidade deste gás. Seus valores normais oscilam entre 35 a 45 mmHg.
Exemplos:
- Se a PaCO2 estiver menor que 35 mmHg, o paciente está hiperventilando, e se o pH estiver maior que 7,45, ele está em Alcalose Respiratória.\
- Se a PaCO2 estiver maior que 45 mmHg, o paciente está hipoventilando, e se o pH estiver menor que 7,35, ele está em Acidose Respiratória.

#### HCO3- (bicarbonato)
As  alterações  na  concentração  de  bicarbonato  no  plasma  podem  desencadear desequilíbrios ácido-básicos por distúrbios metabólicos. 
- Se o HCO3- estiver maior que 26 mEq/L com desvio do pH > 7,45, o paciente está em Alcalose Metabólica.
- Se o HCO3- estiver menor que 22 mEq/L com desvio do pH < 7,35, o paciente está em Acidose Metabólica.

#### BE (Base excess)
Sinaliza o excesso ou déficit de bases dissolvidas no plasma sanguíneo. 

##### SatO2 (%)
Conteúdo de oxigênio/Capacidade de oxigênio; corresponde à relação entre o conteúdo de oxigênio e a capacidade de oxigênio, expressa em percentual.

#### Distúrbio Respiratório

##### Acidose Respiratória (Aumento da PaCO2)
Qualquer fator que reduza a ventilação pulmonar, aumenta a concentração de CO2 (aumenta H+ e diminui pH) resulta em acidose respiratória.
- Hipoventilação →  Hipercapnia (PaCO2 > 45mmHg) → Acidose respiratória

##### Alcalose Respiratória (Diminuição da PaCO2)
Alcalose Respiratória (Diminuição da PaCO2)
Quando a ventilação alveolar está aumentada, a PaCO2 alveolar diminui, consequentemente, haverá diminuição da PCO2 arterial menor que 35mmHg, caracterizando uma alcalose respiratória (diminuição de H+, aumento do pH).
- Hiperventilação → Hipocapnia (PaCO2 < 35mmHg) → Alcalose respiratória

#### Distúrbio Metabólico

##### Acidose Metabólica (Diminuição de HCO3-)
O distúrbio ácido-básico que mais frequentemente se observa na prática clínica é a acidose metabólica. A administração de HCO3- por via venosa está indicada quando o pH < 7.25, na maioria dos casos.
- ↓ HCO3- ( < 22  mEq/L)   e   ↓ pH ( < 7,35)

##### Alcalose Metabólica (Aumento de HCO3-)
A alcalose metabólica verifica-se quando o corpo perde muito ácido. Pode desenvolver-se quando a excessiva perda de sódio ou de potássio afeta a capacidade renal para controlar o equilíbrio ácido-básico do sangue.
- ↑ HCO3- ( > 28 mEq/L)   e   ↑ pH ( > 7,45)

Em resumo:
1. Olhar o pH se ele estiver acima da faixa tem alcalose, se estiver abaixo da faixa tem acidose.
2. Se devido ao aumento de pCO2 sera uma acidose respiratória (pacientes que por algum motivo ventilem mal - como portadores de bronquite crônica- acabam retendo mais CO2 e o sangue tende a ficar mais ácido. O rim então é acionado a reter bicarbonato para compensar o aumento de CO2)
3. Se devido a uma queda do Bicarbonato será uma acidose metabolica. Uma das causas de acidose metabólica é doença renal crônica, na qual q função renal de secretar prótons de H está comprometida. Com isso, há um acúmulo de prótons de H que consomem o bicarbonato sanguíneo.
4. Se tiver um aumento do bicarbonato será uma alcalose metabólica.
5. Se tiver uma diminuição do pCO2 temos uma alcalose respiratória.
6. Se o pH estiver normal avaliar se não esta ocorrendo uma compensação: entre 7,35 e 7,40 - podem indicar normalidade ou acidose compensada. Se estivesse na metade superior - 7,40 a 7,45 - seria normalidade ou alcalose compensada.
7. Se for uma acidose metabolica COMPENSADA, teremos a queda do bicarbonato contudo a frequência do paciente aumenta para compensar e desta forma o pCO2 também estara diminuido na compensação.
8. Se for uma acidose respiratória COMPENSADA, teremos pCO2 aumentado contudo o bicarbonato também aumentará para haver a compensação.
9. No caso de uma acidose mista: Como a função repiratória e renal atuam compensando alterações uma da outra, nesse quadro não há compensação pois ambas estão comprometidas;
10. Se for uma alcalose metabolica COMPENSADA, teremos além do aumento do bicarbonato um aumento do pCO2 para compensar.
11. Se for alcalose respiratória COMPENSADA teremos uma diminuição do pCO2 e para haver a compensação o bicarbonato também estará diminuído.